# Lythrum junceum
Lythrum junceum là một loài thực vật có hoa trong họ Lythraceae. Loài này được Banks & Sol. mô tả khoa học đầu tiên.

## Hình ảnh

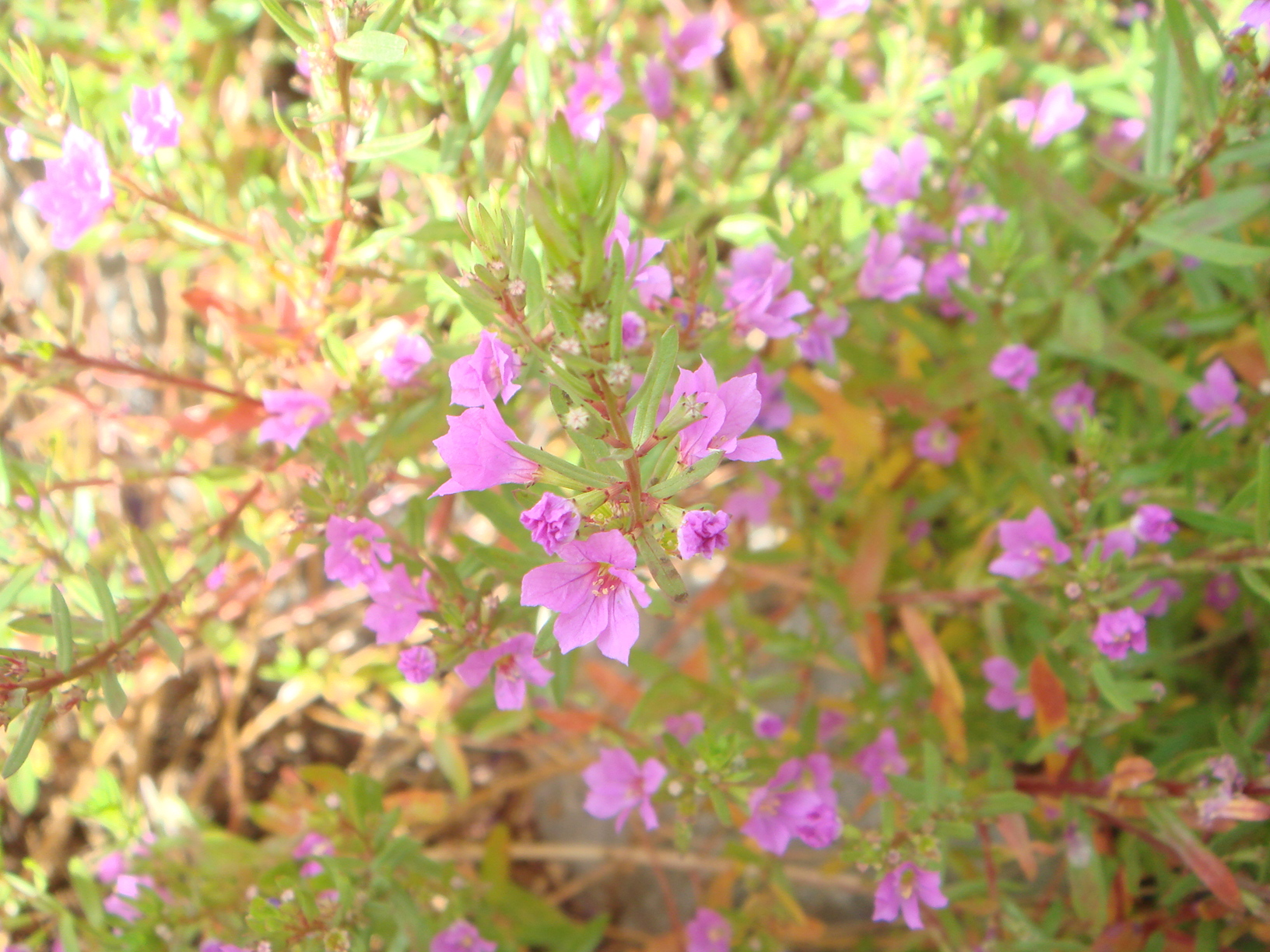
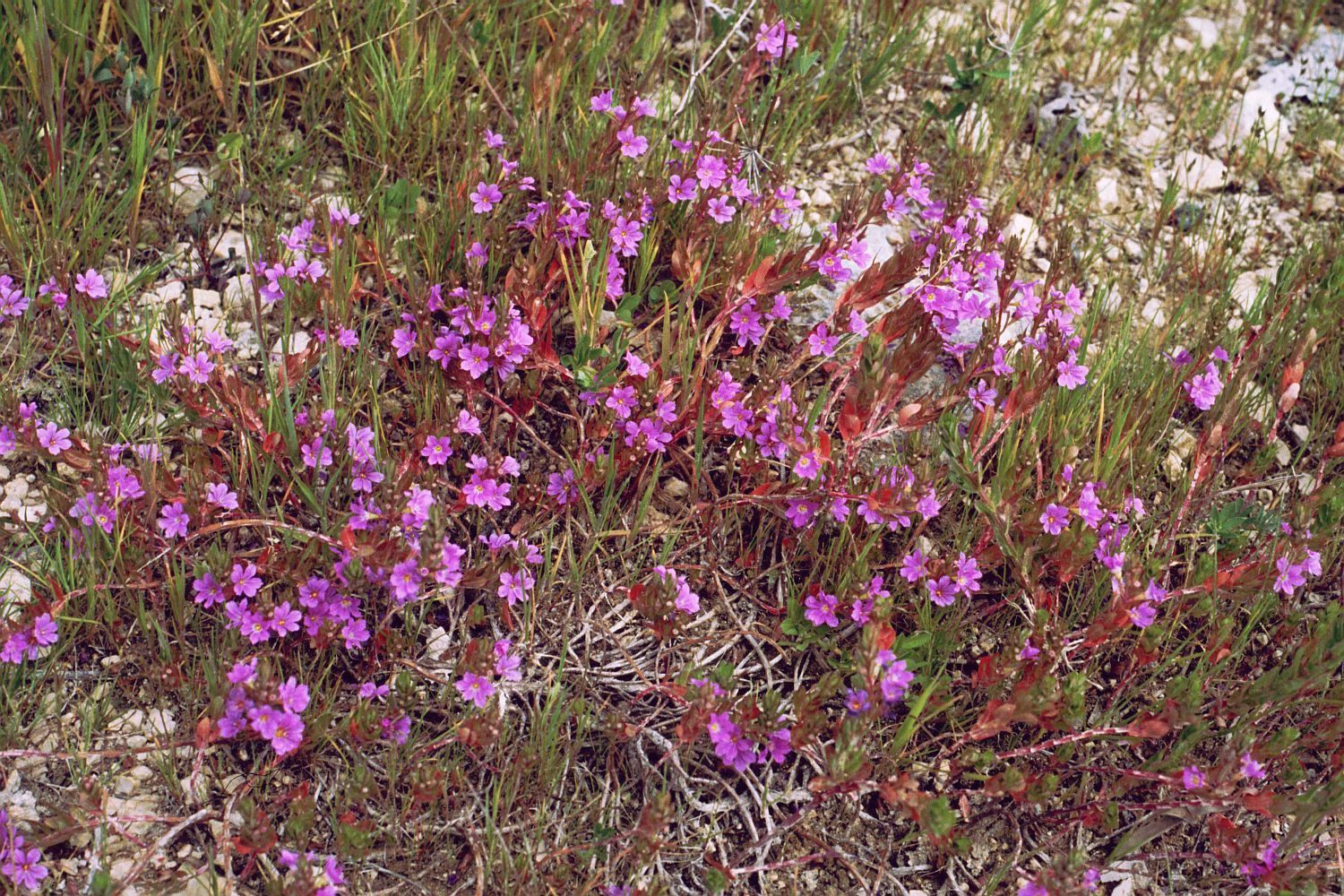
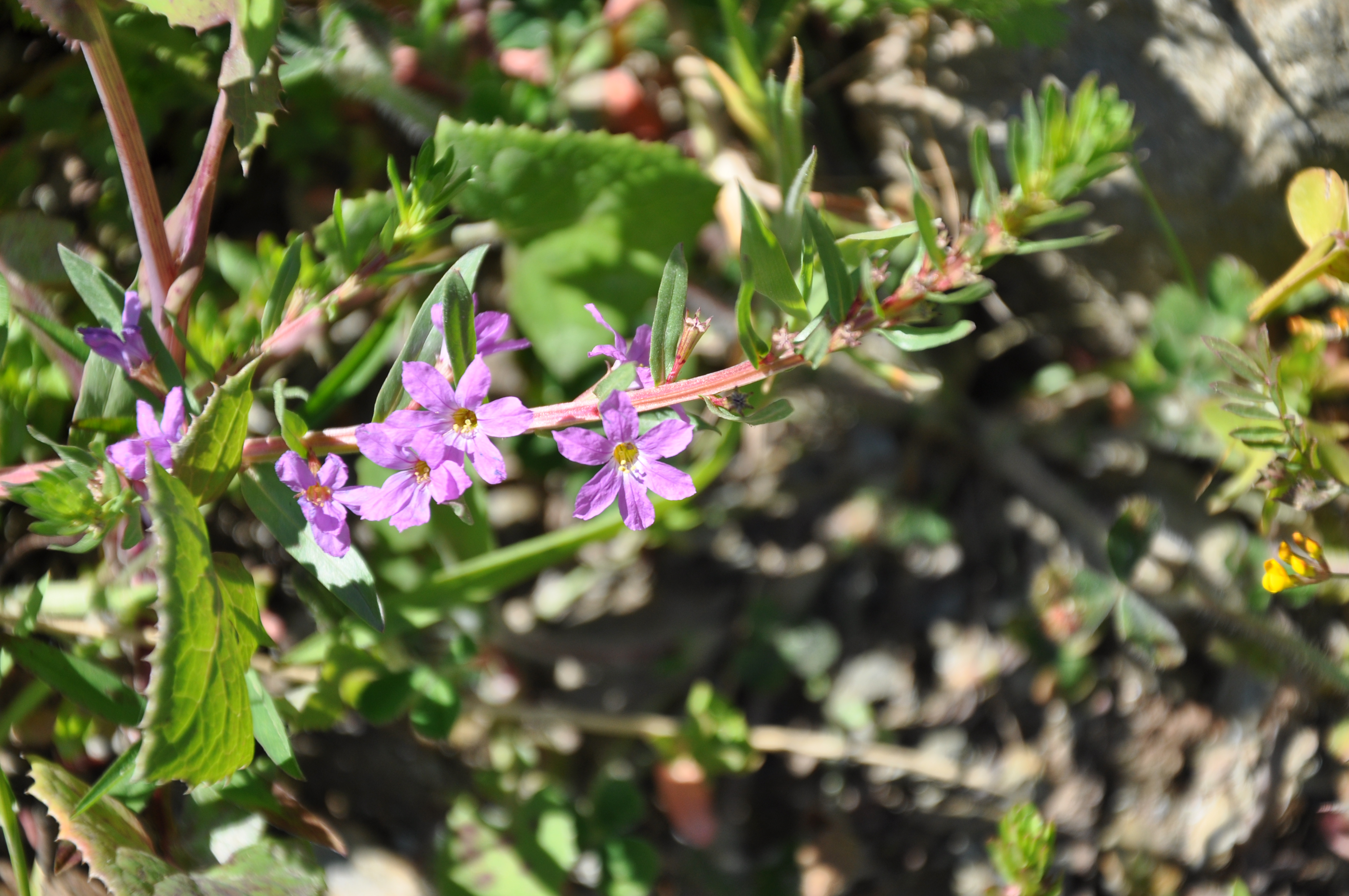
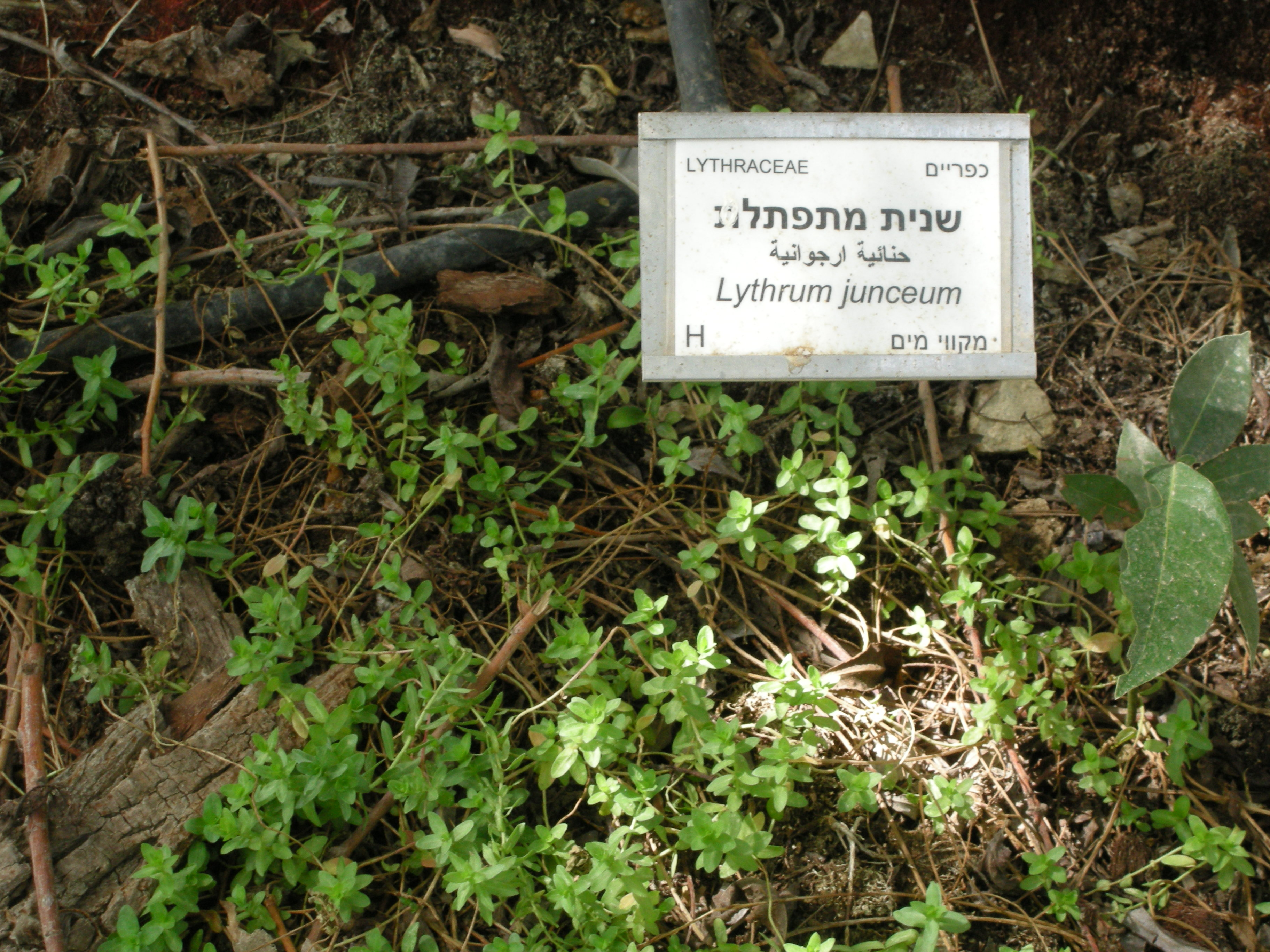